# Castell de Belmonte
El castell de Belmonte és una fortalesa que s'eleva al turó de San Cristóbal, als afores de la vila de Belmonte, al sud-oest de la província de Conca, a Castella - la Manxa (Espanya). És Bé d'Interès Cultural declarat Monument Nacional el 3 de juny de 1931.

## Història
El castell de Belmonte és un edifici singular que per l' estat de conservació, l'estructura especial i l' aspecte exterior, que és pràcticament el mateix que va tenir quan es va construir, constitueix un valuós tresor patrimonial per a la Manxa. Va ser construït en la segona meitat del segle xv, per ordre de Juan Pacheco, primer Marquès de Villena. Era un moment de convulsions i lluites internes al regne de Castella. El marquès es proposava acumular territoris i construir fortaleses per fer-se fort davant dels problemes successoris que s'acostaven. El 1456, al turó de San Cristóbal, van començar a construir el castell. Les obres comencen de fet el 1457 i duren fins a 1472, quan van parar. El 1474, data de la mort de Juan Pacheco, encara no eren concloses. El seu fill, Diego López Pacheco, va continuar en part l'obra del pare, però no li va prestar massa atenció a la fortalesa belmontenca, en què van quedar bastants detalls per acabar, entre d'altres les almenes.
El seu arquitecte va ser segurament Juan Guas, el treball per al marquès està documentat en altres obres, com el monestir del Parral, a Segòvia.
Durant els segles xvii i xviii, el castell, en estat d'abandó, va sofrir diversos estralls, que el porten a un estat ruïnós als primers anys del segle xix.
Va ser l'hereva de la casa de Villena, Eugenia de Guzmán, més coneguda com l'emperadriu Eugenia de Montijo, la qual s'encarrega de restituir al castell a la seva esplendor original. Cap a 1857 comencen les obres de restauració. Restaura les defenses d'acord amb el projecte inicial, però a l'interior s'imposa el gust de l'època. Així, l'arquitecte espanyol Sureda dissenya els tancaments de les galeries que donen al pati, amb maó com a material constructiu. Amb la caiguda del Segon Imperi Francès, el 1870, cessa la restauració. L'emperadriu s'havia gastat més de milió i mig de pessetes en la restauració.
Després de la caiguda de l'imperi francès l'edifici és ocupat durant uns anys pels dominics francesos que el l'adeqüen com a monestir. Quan els dominics se'n van anar, el renebot de l'emperadriu, el duc de Peñaranda, Hernando Fitz-James Stuart y Falcó continua amb les restauracions i fins i hi va estar-se.
Després va servir també com a presó del Partit Judicial de Belmonte, i com a acadèmia Onésimo Redondo per a comandaments del Frente de Juventudes. Va quedar de nou abandonat, patint un progressiu deteriorament. Per Decret del 3 de juny de 1931 el castell va ser inclòs en el Tresor Artístic Nacional (equivalent avui dia a Bé d'Interès Cultural).
Actualment és propietat de la casa ducal de Peñaranda descendents de la Duquessa d'Alba, Maria Francisca de Sales Portocarrero, germana d'Eugenia de Guzmán, més coneguda com a Eugenia de Montijo, que va ser emperadriu dels francesos pel seu matrimoni amb Napoleó III.

## Arquitectura

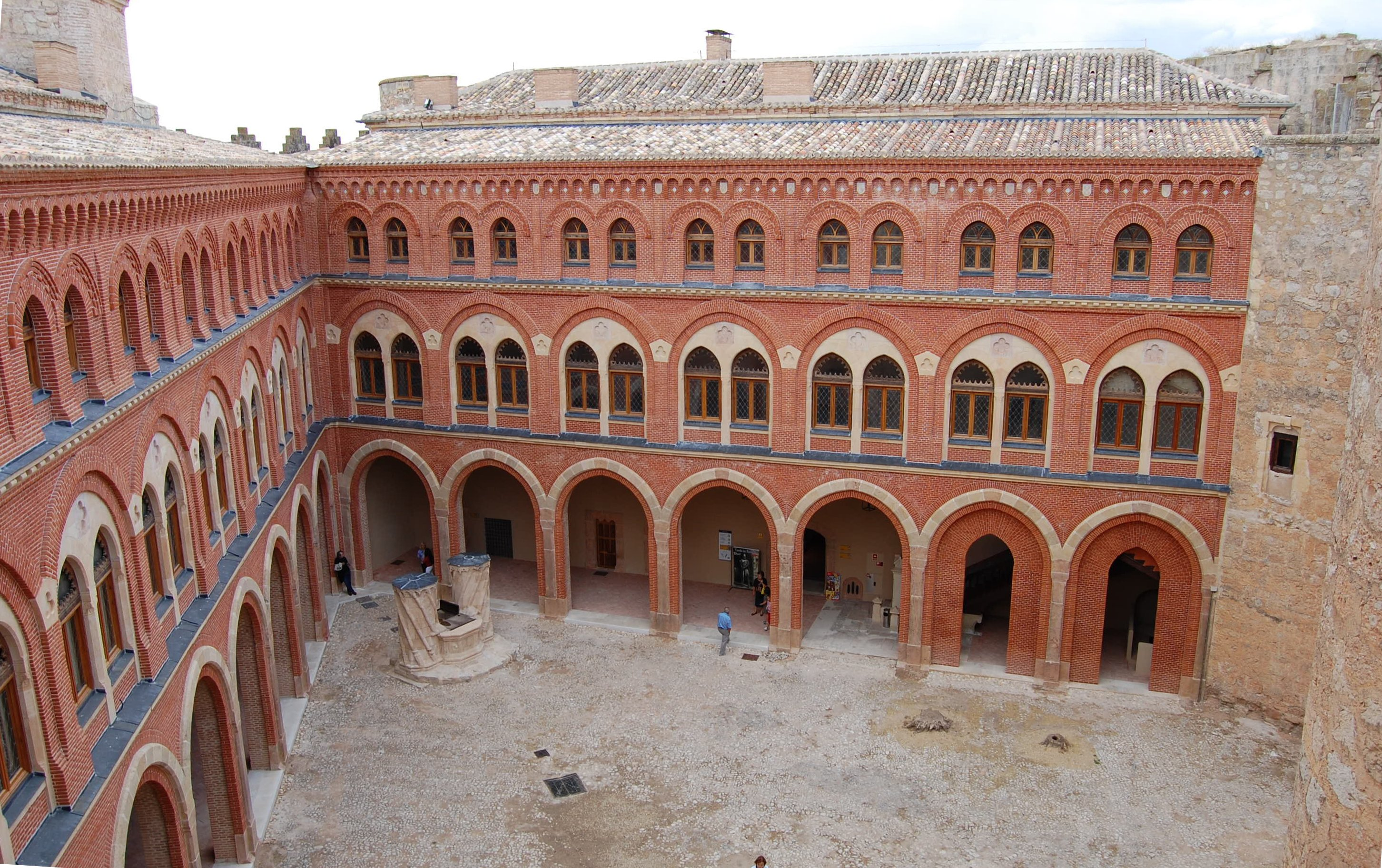
Pati interior del Castell de Belmonte

El castell va ser concebut com a fortalesa-palau, per satisfer d'una banda les necessitats defensives del marquès de Villena, que va voler preparar ja per a l'atac i defensa de l'artilleria. Alhora va ser una residència luxosa, d'acord amb les seves ànsies de poder i la influència de Juan Pacheco. La planta del castell és molt peculiar, denominada de «estructura tenallada», construïda sobre un triangle equilàter amb dos cossos en dos dels seus costats, i en l'altre, la torre de l'homenatge, triangle que, mitjançant la barrera exterior, esdevé polígon de nou costats amb torrasses als vèrtexs. Els torrasses compleixen una doble funció, com contraforts i com a defensa de les parts més vulnerables. El recinte principal s'envolta d'una barrera d'exquisida construcció que defensa les parts més baixes. Aquesta barrera té tres portes. La planta d'aquest castell en forma d'estrella és única, i l'interior palatí és decorat amb luxoses sostres mudèjars als salons i galeries, així com el «bestiari medieval» esculpit en pedra i, sens dubte, fan d'aquest castell un dels més emblemàtics d'Espanya.

## Museïtzació

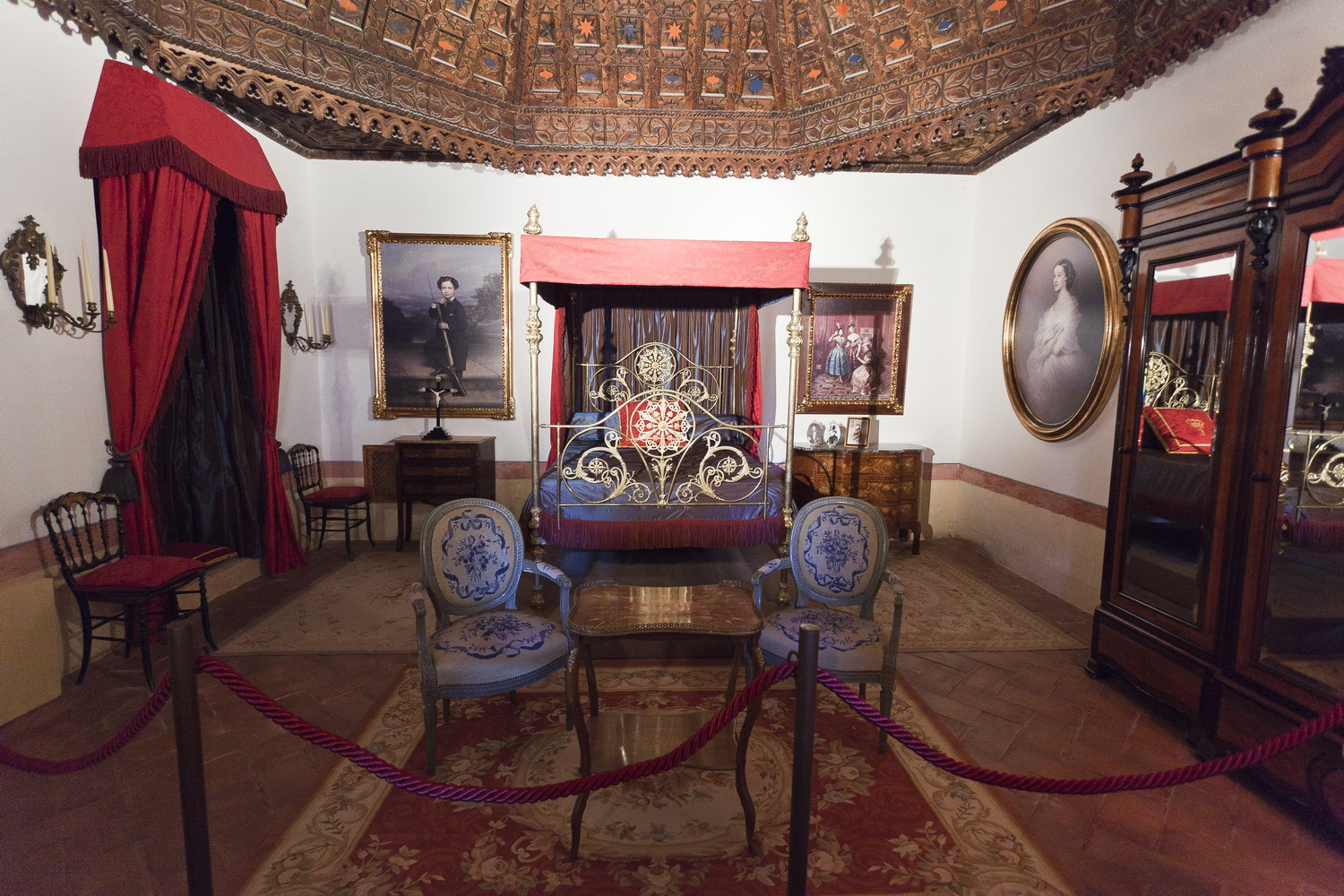
Dormitori Emperadriu al Castell de Belmonte

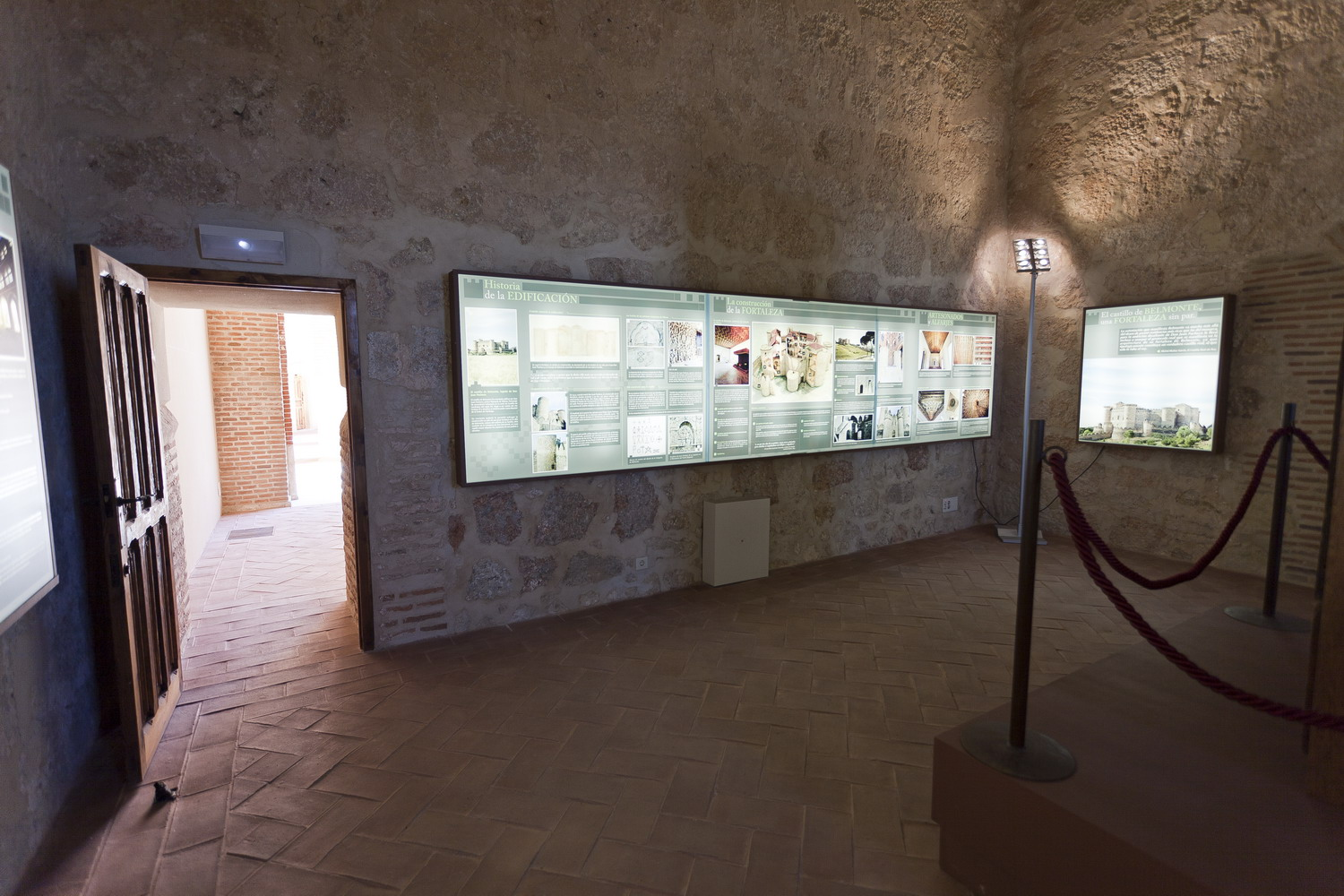
Exposició sobre les diferents restauracions en el Castell de Belmonte

L'empresa gestora del castell, Fortaleza de Belmonte SL, ha dotat al castell amb diversos continguts culturals i didàctics per fer de la visita un passeig cultural per la història del castell i els seus habitants.
Després de la visita al castell de Belmonte, el visitant coneixerà més de com era la vida en un castell medieval, les vicissituds de la guerra de successió a Castella en la segona meitat del segle xv, entre la princesa Joana la Beltraneja protegida del marquès de Villena valedor dels seus drets dinàstics, i la seva tia Isabel més tard coneguda com «La Catòlica», i el paper que va exercir el senyor d'aquest castell en aquesta contesa. El resultat de la contesa, que uneix el Regne de Castella i la Corona d'Aragó, va consumar la unitat dinàstica entre els dos regnes, però totes dues corones van conservar els propis sistemes d'organització, independents i clars.
El 1492 amb la caiguda del regne de Granada on també van participar activament els senyors del castell de Belmonte sent Diego López Pacheco capità general dels exèrcits espanyols en la conquesta de Granada.
El visitant també es traslladarà a la segona meitat del segle xix amb sales ambientades a l'estil de la propietària del castell en aquesta època, Eugenia de Montijo, emperadriu de França pel seu matrimoni amb Napoleó III i descendent del Marquès de Villena. Durant el recorregut d'aquestes sales es dona a conèixer l'apassionant vida d'aquesta noble espanyola que va arribar a ser regent del Segon Imperi Francès en tres ocasions i que va ordenar la restauració del castell de Belmonte a mitjan segle xix.
Continua la visita amb el passeig pel camí de ronda, entre merlets i torrasses, i ambientat per l'àudio-guia, se situa el visitant en el lloc del soldat segles enrere atalaiant l'horitzó a la recerca de l'enemic o rebutjant un setge al castell. Des del torrassa nord, es pot gaudir d'una magnífica vista del poble de Belmonte, des d'on s'especifica en un gran panell els principals monuments que s'albiren des de l'altura del castell: la magnífica Col·legiata de San Bartolomé que ordenés construir el marquès de Villena, l'antic alcàsser de l'Infant Don Juan Manuel actualment en reconstrucció, l'hospital de San Andrés, el convent de les mares Concepcionistes, la Plaça del Pilar, el convent dels Trinitaris, i com no, la muralla que des del castell protector abraça el nucli antic de Belmonte.
Per acabar, i després de passar per la torre de l'homenatge, podem baixar al pati d'armes per una escala de cargol i visitar les masmorres i soterranis, i per fi descansar a la taverna del castell assaborint un vi i formatge de la terra, abans de prosseguir el nostre periple per Belmonte i les terres de La Manxa.

## Pel·lícules

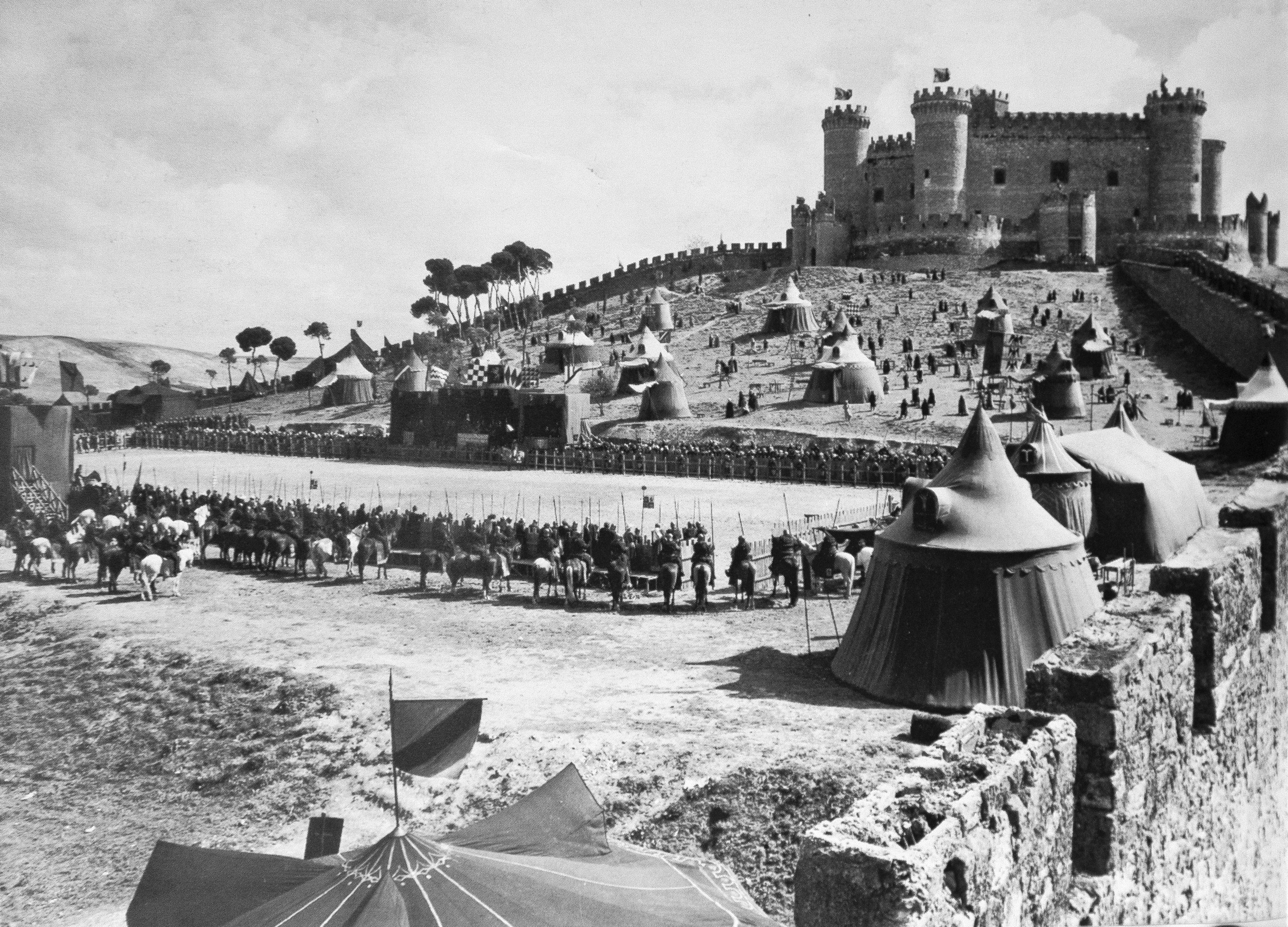
Rodatge d'El Cid fent el torneig al castell de Belmonte

S'hi han rodat diverses pel·lícules com,
- El Cid d'(Anthony Mann, 1961) el castell apareix de fons durant el torneig.
- Los señores del acero, (Paul Verhoeven, 1985). Filmat quasi íntegrament a Belmonte. Durant el seu rodatge es va cremar part de la torre del homenaje.
- Juana la Loca, (Vicente Aranda, 2001). És el primer fotograma de la pel·lícula. Tot i que el subtítol diu que és el de Tordesillas.
- El caballero Don Quijote, (Manuel Gutiérrez Aragón, 2002). Per al rodatge d'aquesta pel·lícula es varen pintar de granat les parets interiors.